# Gea spinipes
Gea spinipes là một loài nhện trong họ Araneidae.
Loài này thuộc chi Gea. Gea spinipes được Carl Ludwig Koch miêu tả năm 1843.